# 宮内庁東宮職

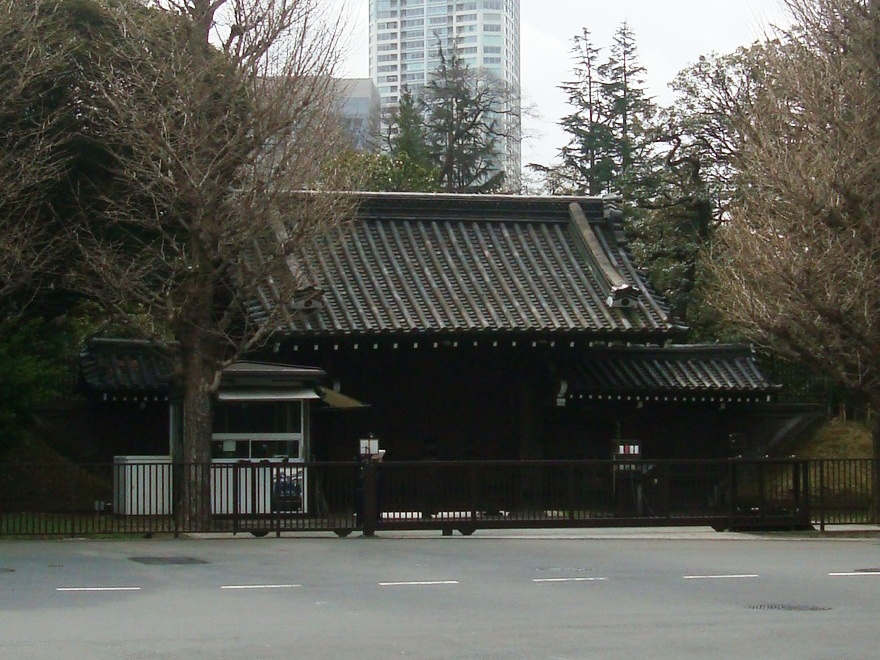
赤坂御用地の鮫が橋門。御用地には旧・東宮御所（現在の御所）があり、東宮職が置かれていた

東宮職（とうぐうしょく）は、宮内庁の内部部局のひとつ。皇太子と皇太子妃、またその未婚の親王・内親王の家政機関。名称は皇太子の別称である東宮（春宮）に因む。
2019年5月1日に徳仁が第126代天皇に即位したことに伴い皇太子が空位となったことから東宮職も置かれないこととなった。代わりに皇嗣となった秋篠宮文仁親王一家に関する事務をつかさどる「皇嗣職」（こうししょく）が置かれた（同法附則第3条）。なお、天皇の退位等に関する皇室典範特例法の規定により、皇嗣職が設置されている間は新たに東宮職を設置しないこととなっている。

## 事務
宮内庁法第6条　東宮職においては、皇太子に関する事務をつかさどる。

東宮職の事務に関する法的根拠は「宮内庁法第6条」にあり、「東宮職においては、皇太子に関する事務をつかさどる」とされるが、実際の東宮職は皇太子周辺の一般事務のみならず、「皇太子、皇太子妃、さらにはその独立の生計を営んでいない未婚の子女の家政」を執行する。

## 職員
職員の総数は70名前後である。
| 役職             | 職務 | 歴代職員 |
| ---------------- | --- | --- |
| 東宮大夫         | 宮内庁東宮職の長。「とうぐうだいぶ」と読む。特別職。給与は指定職6号俸と同等。                            | |
| 東宮侍従長       | 皇太子の側近奉仕のことを総括・掌理する。東宮侍従を監督する。                                             | |
| 東宮侍従         | 皇太子の側近奉仕のことを分掌する。東宮侍従長を補佐する。                                                 | |
| 東宮女官長       | 皇太子妃の側近奉仕のことを総括・掌理し監督する。東宮女官を監督する。                                     | |
| 東宮女官         | 皇太子妃の側近奉仕のことを分掌する。東宮女官長の補佐をする。                                             | |
| 東宮侍医長       | 皇太子、皇太子妃及びその王子女に関する医事を総括する。                                                   | |
| 東宮侍医         | 皇太子、皇太子妃及びその王子女に関する医事を分掌する。                                                   | 由本正秋（1949年 - 1956年）、星川光正（1956年 - 1972年）、緒方安雄（1960年）、大友英一（1972年 - 1976年）、菊池武彌（1980年 - 1987年）、浦部晶夫（1987年 - 1989年） |
| 東宮職事務主管   | 侍従のうち侍従職の庶務をつかさどる。                                                                     | 曽我剛（1973年 - 1996年）、加地正人、堀江振一郎（2003年）、吉野隆之、原口真、坂根工博、大谷圭介、櫛田泰宏、松永賢誕                                                 |
| 東宮内舎人       | 東宮侍従の補佐をする。男性職員のみ。                                                                     | 山内学 |
| 東宮女嬬         | 東宮女官の補佐をする。女性職員のみ。                                                                     | 今井紘子、小山内さち子 |
| 東宮侍衛官       | 皇太子、皇太子妃及び王子女の身辺警護を行う皇宮護衛官。                                                   | 佐藤勉 |
| 東宮参与         | 王子女の相談役。                                                                                         | 団藤重光、須之部量三 |
| 東宮仕人         | 内閣府事務官。「つこうど」と読む。                                                                       | 福迫美樹子、川上泰男（2006年） |
| 東宮職御用掛     | 内廷費から雇われる王子女の私教員。                                                                       | 堤治 (2001年) 、中町芙佐子（2001年）、森幸男（2001年）、糸川順子（2011年 - 2014年）野村一成（2011 - 2012） 、大橋志津江（2014 - ）、唐橋在倫（2014 - ）             |
| 東宮傅育官       | 王子女の養育係                                                                                           | 黒木従達、浜尾実（1951年） |
| 東宮出仕         | 東宮職内廷係員ともいう。王子女の養育を補佐する。                                                         | 福迫美樹子（2004年 - 2009年、筒井美奈（2007年 - 2011年）、天野尚子（2008年 - ）、霜鳥加奈（2011年 - ） ）                                                           |
| 大膳課厨房第五係 | 日常の食事についての供進、調理に関することをつかさどる。宮内庁管理部大膳課から配属される。渡辺誠、今井賢 | |
| 大膳課主膳第二係 | 食品の調達、食器の管理、会食時の準備などをつかさどる。宮内庁管理部大膳課から配属される。                 | |
| 車馬課配車第二係 | 運転技官（運転手）。宮内庁管理部車馬課から配属される。                                                   | |

## 歴代東宮大夫（日本国憲法施行後）
- 1949年（昭和24年）05月31日まで、宮内府事務官、叙・一級
- 1950年（昭和25年）05月31日まで、総理府事務官、叙・一級
- 1950年（昭和25年）06月01日以降、人事院規則1-5の一部改正に伴い特別職となり、「東宮大夫」そのものが官職となる（叙級なし）。

| 氏名       | 在任期間                                                 | 備考                           |
| ---------- | -------------------------------------------------------- | ------------------------------ |
| 穗積重遠   | 1947年（昭和22年）5月03日 - 1949年（昭和24年）02月26日   |                                |
| 野村行一   | 1949年（昭和24年）02月26日 - 1957年（昭和32年）07月29日  | 在任中死去                     |
| 瓜生順良   | 1957年（昭和32年）07月30日 - 1957年（昭和32年）11月12日  | 宮内庁次長による事務取扱       |
| 鈴木菊男   | 1957年（昭和32年）11月12日 - 1977年（昭和52年）09月20日  |                                |
| 安嶋彌     | 1977年（昭和52年）09月20日 - 1989年（平成元年）05月01日  |                                |
| 菅野弘夫   | 1989年（平成元年）05月01日 - 1994年（平成06年）04月01日  |                                |
| 森幸男     | 1994年（平成06年）04月01日 - 1996年（平成08年）01月19日  |                                |
| 古川清     | 1996年（平成08年）01月19日 - 2002年（平成14年）05月01日  |                                |
| 林田英樹   | 2002年（平成14年）05月01日 - 2006年（平成18年）04月06日  |                                |
| 野村一成   | 2006年（平成18年）04月06日 - 2011年（平成23年）07月05日  |                                |
| 小町恭士   | 2011年（平成23年）07月05日 - 2016年（平成28年）05月13日  |                                |
| 小田野展丈 | 2016年（平成28年）05月13日 - 2019年（令和元年） 05月01日 | 皇位継承に伴い、侍従長に昇格。 |

## 歴代東宮侍従長
| 氏名     | 在任期間                                                | 備考                                                       |
| -------- | ------------------------------------------------------- | ---------------------------------------------------------- |
| 穗積重遠 | 1947年（昭和22年）05月03日 - 1949年（昭和24年）02月26日 | 前職：貴族院議員、東宮大夫兼任                             |
| 野村行一 | 1949年（昭和24年）02月26日 - 1957年（昭和32年）07月29日 | 前職：東宮職御用掛、東宮大夫兼任                           |
| 山田康彦 | 1959年（昭和34年）04月01日 - 1965年（昭和40年）03月31日 | 前職：東宮侍従                                             |
| 戸田康英 | 1965年（昭和40年）04月01日 - 1977年（昭和52年）04月01日 | 旧子爵、前職：東宮傅育官 - 東宮侍従                        |
| 黒木従達 | 1977年（昭和52年）04月12日 - 1983年（昭和58年）01月19日 | 前職：東宮侍従、在任中死去                                 |
| 安嶋彌   | 1983年（昭和58年）01月19日 - 1983年（昭和58年）06月16日 | 東宮大夫を兼任                                             |
| 山口広次 | 1983年（昭和58年）06月16日 - 1986年（昭和61年）04月01日 | 前職：駐レバノン特命全権大使                               |
| 安嶋彌   | 1989年（平成元年）01月12日 - 1989年（平成元年）04月30日 | 東宮侍従兼任                                               |
| 菅野弘夫 | 1989年（平成元年）05月01日 - 1989年（平成元年）07月10日 | 前職：国立公文書館館長、東宮大夫兼任                       |
| 山下和夫 | 1989年（平成元年）06月20日 - 1995年（平成07年）09月08日 | 前職：駐アルゼンチン特命全権大使、1996年（平成08年）05月没 |
| 古川清   | 1995年（平成07年）09月08日 - 1996年（平成08年）01月19日 | 前職：駐アイルランド特命全権大使                           |
| 曽我剛   | 1996年（平成08年）01月16日 - 2001年（平成13年）03月31日 | 前職：東宮侍従                                             |
| 林田英樹 | 2001年（平成13年）11月02日 - 2002年（平成14年）05月01日 | 前職：国立科学博物館館長                                   |
| 小林秀明 | 2002年（平成14年）10月11日 - 2005年（平成17年）09月06日 | 前職：外務省儀典長                                         |
| 末綱隆   | 2005年（平成17年）09月06日 - 2009年（平成21年）03月31日 | 前職：警視庁副総監                                         |
| 加地正人 | 2009年（平成21年）03月31日 - 2019年（令和元年）05月01日 | 前職：皇宮警察本部長 皇位継承に伴い侍従次長に異動          |

## 歴代東宮女官長
東宮女官長は、東宮女官と同様に国家公務員の特別職にあたり、定員は1名である。主に旧華族（旧財閥）、政府首脳・高官夫人、皇太子妃の関係者などから選出される。
| 氏名       | 在任期間                                        | 備考                                                           |
| ---------- | ----------------------------------------------- | -------------------------------------------------------------- |
| 牧野純子   | 1959年（昭和34年）4月1日 - 1969年（昭和44年）   |                                                                |
| 松村淑子   | 1969年（昭和44年）4月16日 - 1989年（平成元年）  |                                                                |
| 高木みどり | 1993年（平成5年） - 2003年（平成15年）7月       |                                                                |
| 木幡清子   | 2003年（平成15年）07月 - 2011年（平成23年）     |                                                                |
| 西宮幸子   | 2015年（平成27年）08月 - 2019年（平成31年）04月 | 2019年（令和元年）5月1日、皇位継承に伴って侍従職女官長に異動。 |

## 歴代東宮女官
東宮女官は、東宮女官長と同様に国家公務員の特別職にあたり、定員は4名前後である。
| 氏名       | 在任期間                                              | 備考 |
| ---------- | ----------------------------------------------------- | ---- |
| 佐久間玲子 | 1959年（昭和34年）4月01日 - 1971年（昭和46年）        |      |
| 名和栄子   | 1959年（昭和34年）4月01日 - 1971年（昭和46年）        |      |
| 今村淑子   | 1959年（昭和34年）4月01日 - 1971年（昭和46年）        |      |
| 小櫃美智子 | 1971年（昭和46年）4月1日 - 1979年（昭和54年）         |      |
| 和辻雅子   | 1979年（昭和54年） - 1984年（昭和59年）7月            |      |
| 村上寿満子 | 1984年（昭和59年）7月 - 1993年（平成5年）             |      |
| 木幡清子   | 1993年（平成5年）6月1日 - 1993年（平成5年）6月23日    |      |
| 中町芙佐子 | 1993年（平成5年）6月23日 - 1994年（平成6年）1月14日   |      |
| 岡山いち   | 1994年（平成6年）1月14日 - 1994年（平成6年）6月1日    |      |
| 箱嶋明美   | 1994年（平成6年）6月1日 - 1999年（平成11年）3月       |      |
| 安東博子   | 1999年（平成11年）6月7日 - 2003年（平成15年）7月8日   |      |
| 楠田恵美   | 2005年（平成17年）3月10日 - 2007年（平成19年）9月10日 |      |
| 小山久子   | 2008年（平成20年）4月1日 - 2010年（平成22年）12月27日 |      |
| 木本彰子   | 2011年（平成23年）1月17日 -                           |      |